# Lejonet och elefanten
Lejonet och elefanten är en antik fabel efter Aisopos.
Fabeln handlar om ett lejon som alltid varit rädd när det hörde en tupp gala. Lejonet skämdes mycket över sin rädsla och kallade sig själv för världens fegaste kräk.
En dag träffade lejonet på en elefant som var ängsligt rädd för myggor, eftersom dessa kunde flyga in i öronen på elefanten. Lejonet kunde då känna sig bättre till mods, eftersom han funnit någon med en ännu värre fobi än hans egen. Fabelns sensmoral är att man aldrig ska tro att man är sämst i världen.